# Stella Andrássy
Stella Andrássy (* 14. März 1902 als Stella Monica Amalia Kuylenstierna in Göteborg; † 9. Mai 1998 in Alexandria, Virginia) war eine schwedische Schriftstellerin.

## Leben
Als 16-Jährige lernte Stella Kuylenstierna in Stockholm den ungarischen Grafen Imre Andrássy kennen, den sie 1919 heiratete. Den Zweiten Weltkrieg erlebte sie in Ungarn. Ihre Erlebnisse beim Einmarsch der Roten Armee 1945 verarbeitete sie in ihrem Buch „Die Puszta brennt“, das 1948 erschien und einen Skandal auslöste.
Sie emigrierte in die Vereinigten Staaten, wo sie 1956 eingebürgert wurde. In den 1950er Jahren arbeitete sie mit Maria Telkes auf dem Gebiet der Sonnenenergie.

## Werke
- Pustan brinner
  - dt. Die Puszta brennt. Thomas, Zürich 1948.
- The solar cookbook. Recipes for a sun-cooked diet. Earth Books, 1981.